# اتفاقية التكامل الأمني والازدهار بين البحرين والولايات المتحدة

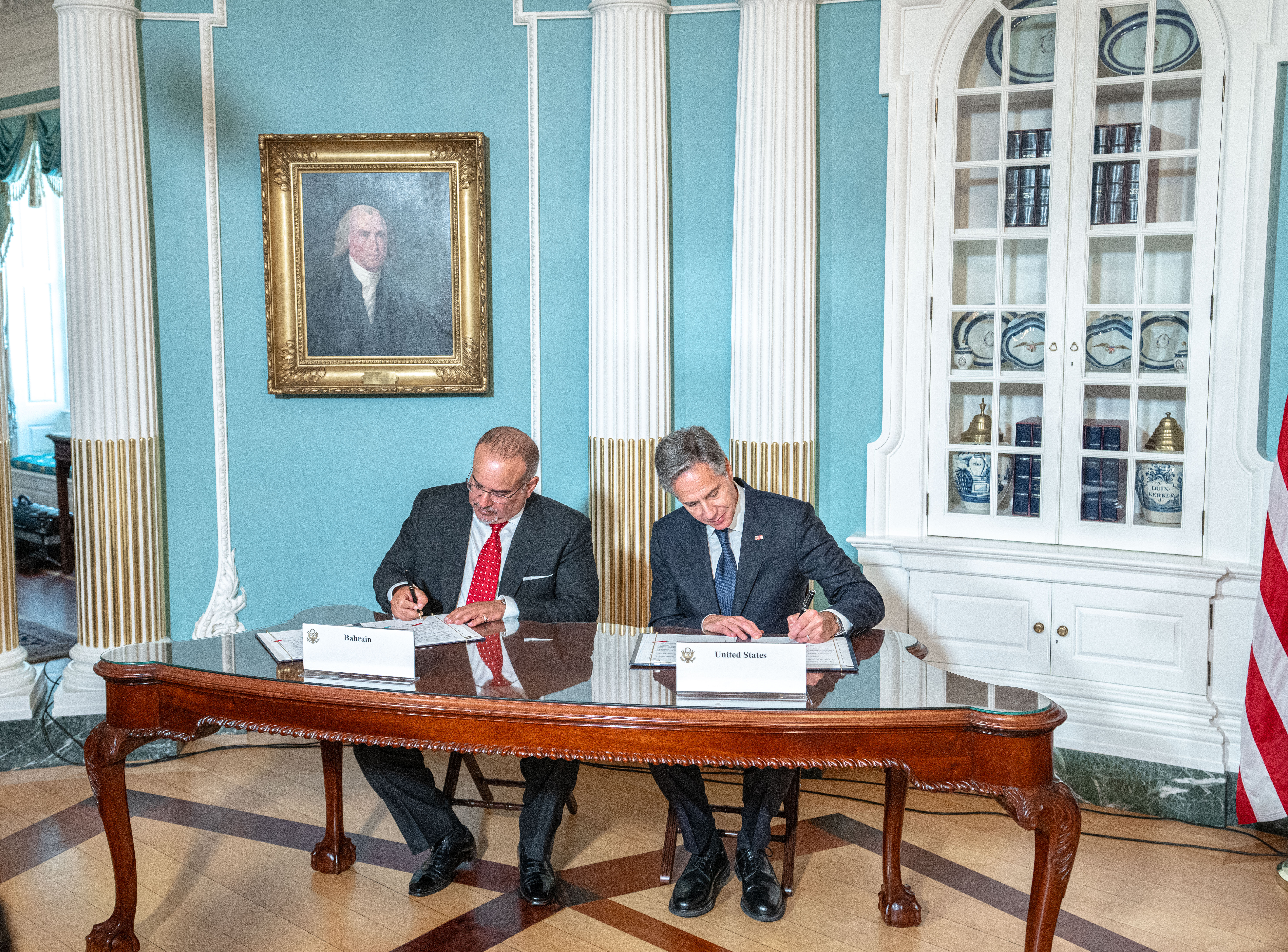
أثناء التوقيع على الأتفاقية - ولي عهد البحرين الأمير سلمان بن حمد آل خليفة و وزير خارجية الولايات المتحدة أنتوني بلينكن

كدت الاتفاقية التي وقعها الأمير سلمان بن حمد آل خليفة ولي العهد رئيس مجلس الوزراء في مملكة البحرين وأنتوني بلينكن وزير خارجية الولايات المتحدة الأمريكية على للتكامل الأمني والازدهار بين البلدين الصديقين، معتبرة أن أي اعتداء خارجي أو تهديد باعتداء خارجي ضد سيادة واستقلال وسلامة أراضي أي من الأطراف تكون مسألة قلق شديد للأطراف الأخرى.
وأوجبت الاتفاقية على الأطراف، وفقًا لدساتيرهم وقوانينهم، الاجتماع فورًا على أعلى المستويات في حالة الاعتداء الخارجي أو التهديد بالاعتداء الخارجي ضد طرف واحد، مشيرة إلى ضرورة تحديد الاحتياجات الدفاعية الإضافية، وفي تطوير وتنفيذ الردود الدفاعية والرادعة المناسبة كما هو متفق عليه من قبل الأطراف، بما في ذلك في المجالات الاقتصادية والعسكرية والسياسية.

## الاتفاقية الشاملة للتكامل الأمني والازدهار
المقدمة
أطراف هذه الاتفاقية:
تأكيدًا على الحاجة لبناء إطار شامل للتكامل الأمني الإقليمي في الشرق الأوسط للردع والرد على التهديدات الخارجية، وإدراكًا بأن هذه الاتفاقية تدعم أهداف، بيان الاتفاقيات الإبراهيمية الموقعة في 15 سبتمبر 2020، ولكنها منفصلة عنه، ومنتدى النقب الذي انعقد لأول مره في مارس 2022، وجهود التكامل الإقليمي الأخرى الحديثة، والتي أسست روابط إقليمية جديدة وعمّقت مدى التعاون بين الدول في الشرق الأوسط، وإقرارًا برغبة الأطراف بتوسعة تعاونهم الدفاعي والأمني، والروابط التجارية والاستثمارية؛ والتعاون في العلوم والتكنولوجيا، وبناءً على الشراكة الأمنية الممتدة لعقود بين الولايات المتحدة والقوات العسكرية البحرينية، وإذ تتطلع إلى تعزيز التكامل الأمني الإقليمي بشكل أوسع، ودعم الردع المتبادل ضد التهديدات الخارجية، وتوسيع التعاون في مجالات التجارة والعلوم والتكنولوجيا مع الدول ذات الفكر المتشابه في منطقة الشرق الأوسط، مع التوقع مستقبلًا بترحيب أطراف إضافية لهذه الاتفاقية لتعزيز تلك الأهداف، اتفقا على ما يلي:
المادة 1: مبادئ التعاون
تستند هذه الاتفاقية إلى المبادئ والمعتقدات التالية التي يتقاسمها الأطراف:
1. يقوم التعاون بين الأطراف على مبادئ الاحترام الكامل لاستقلال وسيادة كل طرف والاحترام الكامل لالتزامات الأطراف ضمن القانون الدولي وأهداف ومبادئ ميثاق الأمم المتحدة.
2. يهدف التعاون بين الأطراف إلى تعزيز الأمن والاستقرار والازدهار الإقليمي للشرق الأوسط من خلال تعزيز الردع والتكامل والتوافق الدفاعي.
المادة 2: التعاون الدفاعي والأمني
يعتمد تعاون الأطراف في مجالات الدفاع والأمن على التزامهم المشترك بالاستقرار والسلام في منطقة الشرق الأوسط.
إنه من سياسة الأطراف العمل معًا للمساعدة في ردع ومواجهة أي اعتداء خارجي ضد سلامة أراضي أي من الأطراف.
أي اعتداء خارجي أو تهديد باعتداء خارجي ضد سيادة واستقلال وسلامة أراضي أي من الأطراف تكون مسألة قلق شديد للأطراف الأخرى. في حالة الاعتداء الخارجي أو التهديد بالاعتداء الخارجي ضد طرف واحد، يجب على الأطراف، وفقًا لدساتيرهم وقوانينهم، الاجتماع فورًا على أعلى المستويات من أجل تحديد الاحتياجات الدفاعية الإضافية، وفي تطوير وتنفيذ الردود الدفاعية والرادعة المناسبة كما هو متفق عليه من قبل الأطراف، بما في ذلك في المجالات الاقتصادية و/أو العسكرية و/أو السياسية. تقف الأطراف على أهبة الاستعداد لتبادل المعلومات والمخابرات المتاحة والملائمة على الفور ردًا على مثل هذا الحدث.
من أجل تعزيز أمن الأطراف والاستقرار في الشرق الأوسط، ولردع المخاطر ضدهم بشكل أكبر، تتفق الأطراف على:
1. مواصلة تنفيذ الاتفاقيات والترتيبات الأمنية القائمة.
2. بهدف العمل من أجل تعزيز تكامل الأنظمة الدفاعية وإمكانات الردع للأطراف، بالتحديد في النطاق الجوي والبحري، يتم الاجتماع بشكل مستمر حول سبل زيادة دمج القدرات الدفاعية الجوية والصاروخية وعمليات القوات الخاصة والقدرات الاستخباراتية والأمن السيبراني والاتصالات الاستراتيجية والادراك المشترك حول التهديدات الناشئة.
3. لزيادة تعزيز التعاون الدفاعي والأمني وذلك للاستمرار في تقوية قدرتهم العسكرية والدفاعية ولتحسين التوافق، والتي قد تشمل:
أ. برامج التدريب والتعليم العسكرية.
ب. تقديم المواد والخدمات الدفاعية.
جـ. المناورات والتمارين العسكرية المشتركة.
د. المواصلة على التخطيط المشترك لمواجهة التهديدات على الأطراف، بما في ذلك المبادئ التوجيهية وقواعد الاشتباك الخاصة بهم والقيادة والسيطرة، وحسب ما يكون مناسبًا.
هـ. أي تعاون آخر قد يتم الاتفاق عليه ما بين الأطراف.
4. التنسيق على أساس منتظم - على الأقل بشكل نصف سنوي - في الشؤون العسكرية والدفاعية. يجب أن يحتوي هذا التنسيق تركيزًا على الجهود المشتركة لردع ومواجهة التهديدات العدائية الخارجية ضد طرف أو أكثر.
5. يجب على الأطراف ايضًا عقد (مجموعة عمل دفاعية) تجتمع وتستضاف سنويًا من قبل أحد الأطراف. تكون مجموعة العمل الدفاعية هي المنتدى الرئيس لمراجعة تنفيذ هذه المادة.
يعيد كل طرف التأكيد على التزاماته بالتقيد بواجباته بموجب القانون الدولي، بما في ذلك قانون النزاعات المسلحة.
المادة 3: التعاون الاقتصادي والتجاري والتبادل التجاري
بالإشارة إلى اتفاقيات التبادل التجاري والاستثمارات القائمة بين الأطراف، يتفق الأطراف على التعاون من أجل:
1. تعميق وتقوية الشراكة الاقتصادية فيما بينهم لتطوير التكامل الاقتصادي بين الأطراف وفي المنطقة.
2. تحديد الفرص الاستثمارية الاستراتيجية النافعة لأكثر من طرف واحد، تطوير المشاريع المعززة للتعاون الاقتصادي والتجاري الثنائي والمتعدد الأطراف، كمجالات مرونة سلاسل التوريد والبنية التحتية، ودعم التنمية الاقتصادية على الصعيد العالمي.
المادة 4: العلوم والتكنولوجيا وأمن الشبكات
إدراكًا بأن الاستقرار والازهار على المدى الطويل في منطقة الشرق الأوسط يمكن تطويره من خلال تنمية التعاون العلمي والتكنولوجي بين الأطراف، بما في ذلك من خلال تطوير ونشر التكنولوجيا الموثوقة والتي تدعم الأمن الوطني للأطراف، يتفق الأطراف بالتعاون من أجل:
1. تشجيع التعاون العلمي والتقني بين الأطراف من خلال التفاوض حول الترتيبات المناسبة لهذا التعاون. يجب أن يخضع هذا التعاون لاتفاق بين الأطراف، متوافق مع الاتفاقيات الدولية القائمة للتعاون العلمي والتقني، والذي قد يشمل:
أ. أوجه الشراكة والتعاون التي تعزز الأفكار والمعلومات والمهارات المبتكرة وتبادلها.
ب. تقوية القدرات العلمية والتكنولوجية، بما في ذلك من خلال تشجيع علاقات أوسع نطاقًا والممتدة بين المجتمعات العلمية والتكنولوجية الشاسعة للأطراف.
ج. السعي لتشجيع التبادلات العلمية والتكنولوجية.
د. أي تعاون آخر في نطاق المجالات العلمية والتقنية والتي قد يتم الاتفاق عليها بشكل مشترك بين الأطراف.
2. في حال الاتفاق بين الأطراف، يتم تطوير وتبادل المعايير ذات الصلة والقواعد الإرشادية وأفضل الممارسات بهدف قيام كل طرف بتأمين شبكاته وأنظمة اتصالاته وبرمجياته وأجهزته لمنع الوصول غير المصرح به إلى المعلومات الحساسة على شبكات أي طرف والتي قد تعطل البنية التحتية أو توجه البيانات بشكل ضار.
3. تطوير وتعزيز سلسلة إمدادات البنية التحتية الرقمية وتكنولوجيا المعلومات والاتصالات لتكون أكثر أمانًا ومرونة وتنوعًا وتنافسية وذات شفافية واستدامة، وبالتحديد في الاتصالات العالمية.
المادة 5: النزاعات والتنفيذ
1. قد يدخل الأطراف اتفاقيات أو ترتيبات إضافية حسب الحاجة وكما هو مناسب لتنفيذ هذه الاتفاقية.
2. أي اختلاف في وجهات النظر أو النزاع بشأن تفسير أو تطبيق هذه الاتفاقية يجب أن يتم حله من خلال الاستشارات بين الأطراف، ولا تحال لأي محكمة وطنية أو دولية أو هيئة تحكيم أو هيئة مشابهة، أو أي طرف ثالث للتسوية.
3. جميع التعاون والنشاطات تحت هذه الاتفاقية يجب أن يكون وفقًا للقوانين المحلية للأطراف وتخضع لتوافر الموارد المالية.
4. تهدف هذه الاتفاقية لتعزيز الاتفاقيات والترتيبات الأخرى القائمة بين الأطراف. بحيث تقوم الأطراف بتنفيذ هذه الاتفاقية بطريقة تتفق مع تلك الاتفاقيات مع مراعاة الترتيبات الأخرى.
المادة 6: التعديل
يمكن تعديل هذه الاتفاقية من خلال الاتفاق الخطي المتبادل بين الأطراف.
المادة 7: التوقيع والدخول حيز النفاذ
1. تكون هذه الاتفاقية متاحة للتوقيع من قبل الولايات المتحدة الأمريكية ومملكة البحرين (الدول الموقعة).
2. تدخل هذه الاتفاقية حيز النفاذ في اليوم الثلاثون بعد تاريخ آخر إشعار تُعلم به الدول الموقعة بعضها البعض بأنها قد أكملت جميع الإجراءات اللازمة لدخول هذه الاتفاقية حيز النفاذ، وعند دخولها حيز النفاذ تكون الدول الموقعة أطرافًا لهذه الاتفاقية.
المادة 8: الأطراف الإضافية لهذه الاتفاقية
1. يمكن للأطراف بالاتفاق بالإجماع دعوة أي دولة أخرى للإنضمام لهذه الاتفاقية إذا كانت تلك الدولة قادرة على تطوير أهداف هذه الاتفاقية وبالتالي المساهمة في التكامل الأمني والازدهار في الشرق الأوسط.
2. تدخل هذه الاتفاقية حيز النفاذ بالنسبة لمثل هذه الدولة بعد تقديمها إخطارًا خطيًا لكل طرف من خلال القنوات الدبلوماسية بأنها أكملت جميع الإجراءات اللازمة لتصبح طرفًا لهذه الاتفاقية.
3. يكون تاريخ دخول هذه الاتفاقية حيز التنفيذ بالنسبة لهذه الدولة، والذي تصبح فيه تلك الدولة طرفًا لهذه الاتفاقية، بعد ثلاثين يومًا من تاريخ آخر إخطار من هذا القبيل.
المادة 9: الانسحاب
1. بعد مرور خمس سنوات على تنفيذ هذه الاتفاقية، يجوز لأي طرف الانسحاب بتقديم إخطار خطي بنيته بالانسحاب لكل طرف من خلال القنوات الدبلوماسية، ويدخل الانسحاب حيز النفاذ بعد ستة أشهر من آخر إشعار.
2. بهذا الخصوص، ولو أن للأطراف الانسحاب من هذه الاتفاقية، فإن أي اتفاقية تنفيذية أو ترتيب تنفيذي دخله ذلك الطرف وفقًا لأحكام هذه الاتفاقية سيبقى ساريًا حسب احكامه، ما لم يتم النص على خلاف ذلك في أحكام الاتفاقية التنفيذية أو الترتيب التنفيذي المحدد.
وقعت في واشنطن، في 13سبتمبر 2023 بنسختين أصليتين باللغة الإنجليزية والعربية. في حال وجود اختلاف أو التباس بين نص اللغتين، فيسود النص الإنجليزي.